# Arson Gang Busters
Arson Gang Busters è un film statunitense del 1938 diretto da Joseph Kane.

## Trama
Il pompiere di New York Bill O'Connell è stato assegnato all'Arson Squad per catturare i piromani che diffonde il terrore nella città causando vittime. Quando il suo capo J.P. Riley viene ucciso mentre spegneva uno di quei incendi, Bill rifiuta la promozione offerta al posto di Riley per cercare giustizia a quest'ultimo. Il figlio di Riley, Tommy, viene lasciato a capo di Bill e del collega Tom Jones. Una giovane giornalista, Joan Lawrence pubblica un articolo che mette Bill alle strette.